# Troina
Troina – miejscowość i gmina we Włoszech, w regionie Sycylia, w prowincji Enna.
Według danych na rok 2004 gminę zamieszkiwały 10 072 osoby, 60,3 os./km².

## Historia
- 1088 - miejsce spotkania papieża Urban II z władcą Sycylii Rogerem I, w wyniku którego papież uznał[1] prawa do sprawowania władzy nad Sycylią przez Rogera.

## Miasta partnerskie
- Coutances